# I Am a River
I Am a River è un singolo del gruppo musicale statunitense Foo Fighters, pubblicato il 22 maggio 2015 come terzo estratto dall'ottavo album in studio Sonic Highways.

## Descrizione
Traccia conclusiva di Sonic Highways, I Am a River è stata composta dal gruppo presso i The Magic Shop di New York, città nel quale è presente il torrente Minetta Creek, a cui fa riferimento il brano. In dettaglio, il frontman Dave Grohl ha spiegato che «La canzone è tutta incentrata su questo, sul fiume che scorre sotto e attraverso la città. Ho pensato che fosse una bella idea raccontare come ci sia qualcosa di naturale e preistorico sotto una città monolitica e futurista come New York. Ed in qualche modo siamo tutti connessi a qualcosa del genere.»
Il brano è inoltre caratterizzato dalla presenza di una sezione d'archi, curata dalla Los Angeles Youth Orchestra.

## Tracce
1. I Am a River – 7:09

## Formazione
Gruppo
- Dave Grohl – voce, chitarra
- Chris Shiflett – chitarra
- Pat Smear – chitarra
- Nate Mendel – basso
- Taylor Hawkins – batteria

Altri musicisti
- Rami Jaffee – organo, pianoforte, tastiera
- Kristeen Young – cori
- Drew Hester – tamburello
- Tony Visconti – arrangiamento strumenti ad arco
- Jamie Sutcliffe – coordinazione orchestra
- Los Angeles Youth Orchestra – strumenti ad arco

Produzione
- Butch Vig – produzione
- Foo Fighters – produzione
- James Brown – registrazione, missaggio
- Dakota Bowman – assistenza missaggio
- Gavin Lurssen, Reuben Cohen – mastering
- Kabir Hermon – assistenza in studio
- Chris Shurtleff – assistenza in studio

## Classifiche
| Classifica (2014)          | Posizione massima |
| -------------------------- | ----------------- |
| Regno Unito (rock & metal) | 15                |